# Poecilocloeus globifer
Poecilocloeus globifer är en insektsart som beskrevs av Christiane Amédégnato och Poulain 1987. Poecilocloeus globifer ingår i släktet Poecilocloeus och familjen gräshoppor. Inga underarter finns listade i Catalogue of Life.